# Orchestre symphonique de Tokyo
L'Orchestre symphonique de Tōkyō ou Tokyo Symphony Orchestra (東京交響楽団, Tōkyō Kōkyō Gakudan), ou OST, est un orchestre symphonique japonais fondé en 1946 sous le nom de Toho Symphony Orchestra (東宝交響楽団), avant de prendre son nom actuel en 1951.

## Historique
Situé à Kawasaki au sud de Tokyo, l'OST se produit dans de nombreuses salles internationales et est en résidence au nouveau théâtre national de Tokyo, la principale salle d'opéra de la ville.

## Chefs d'orchestre permanents
- Hidemaro Konoye
- Masashi Ueda (1945-1964)
- Kazuyoshi Akiyama (1964-2004)
- Hubert Soudant (2004-2014)
- Jonathan Nott (2015-2026)
- Lorenzo Viotti (2026-)